# Ga Văn phòng Seo-gu
Ga Văn phòng Seo-gu (Tiếng Hàn: 서구청역, Hanja: 西區廳驛) là ga tàu điện ngầm của Tàu điện ngầm Incheon tuyến 2 nằm ở Yeonhui-dong, Seo-gu, Incheon.

## Lịch sử
- 5 tháng 10 năm 2015: Tên ga được quyết định là Ga Văn phòng Seo-gu[1]
- 30 tháng 7 năm 2016: Bắt đầu kinh doanh với việc khai trương Tàu điện ngầm Incheon tuyến 2[2]

## Bố trí ga
| Sân vận động Asiad ↑ |
| \| N/B               |
| ↓ Gajeong            |

| Hướng Bắc | ● Incheon tuyến 2 | ← Hướng đi Geomam · Wanjeong · Geomdansageori · Geomdan Oryu |
| Hướng Nam | ● Incheon tuyến 2 | → Hướng đi Seongnam · Juan · Văn phòng Namdong-gu · Unyeon → |

## Xung quanh nhà ga
- Văn phòng Seo-gu
- Simgok-dong
- Yeonhui-dong
- Trạm cứu hỏa Tây Incheon
- Đồn cảnh sát phía Tây Incheon
- Bệnh viện St. Mary's Đại học Công giáo Kwandong (tên nhà ga nhỏ nhưng cách nhà ga khoảng 960m (khoảng cách ngắn nhất) và phải đi bộ 20 phút.)
- Trường tiểu học Simgok Icheon
- Con đường làng ngon Simgok-dong
- Công viên khu phố Seogot
- Viện phát triển nguồn nhân lực ngân hàng Hàn Quốc
- Bệnh viện Eunhye Eunhye
- Trường tiểu học Yangji Yangji
- Thư viện Simgok
- Takok-ro

## Hình ảnh

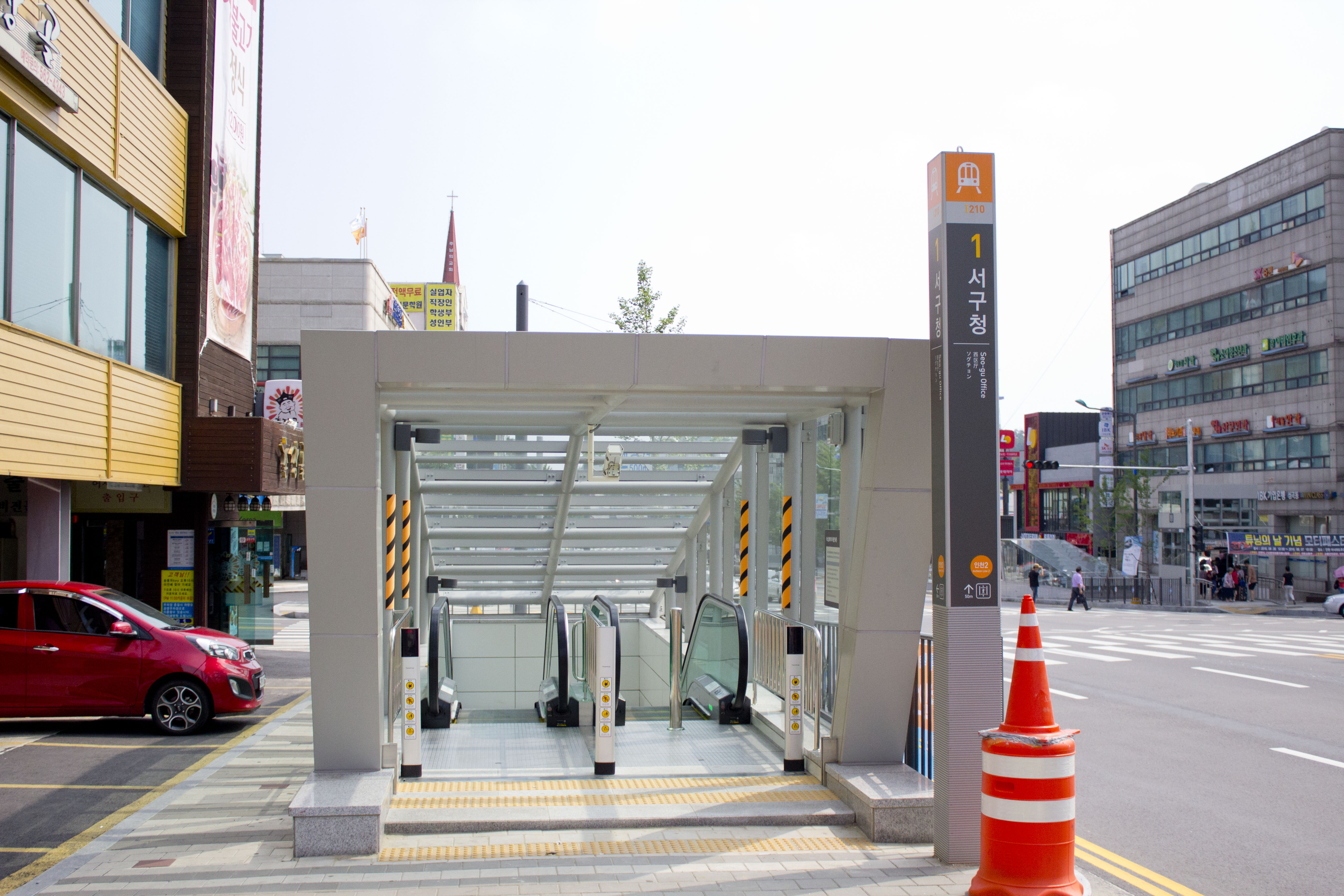
Lối ra 1 Ga Văn phòng Seo-gu trên Tàu điện ngầm Incheon tuyến 2
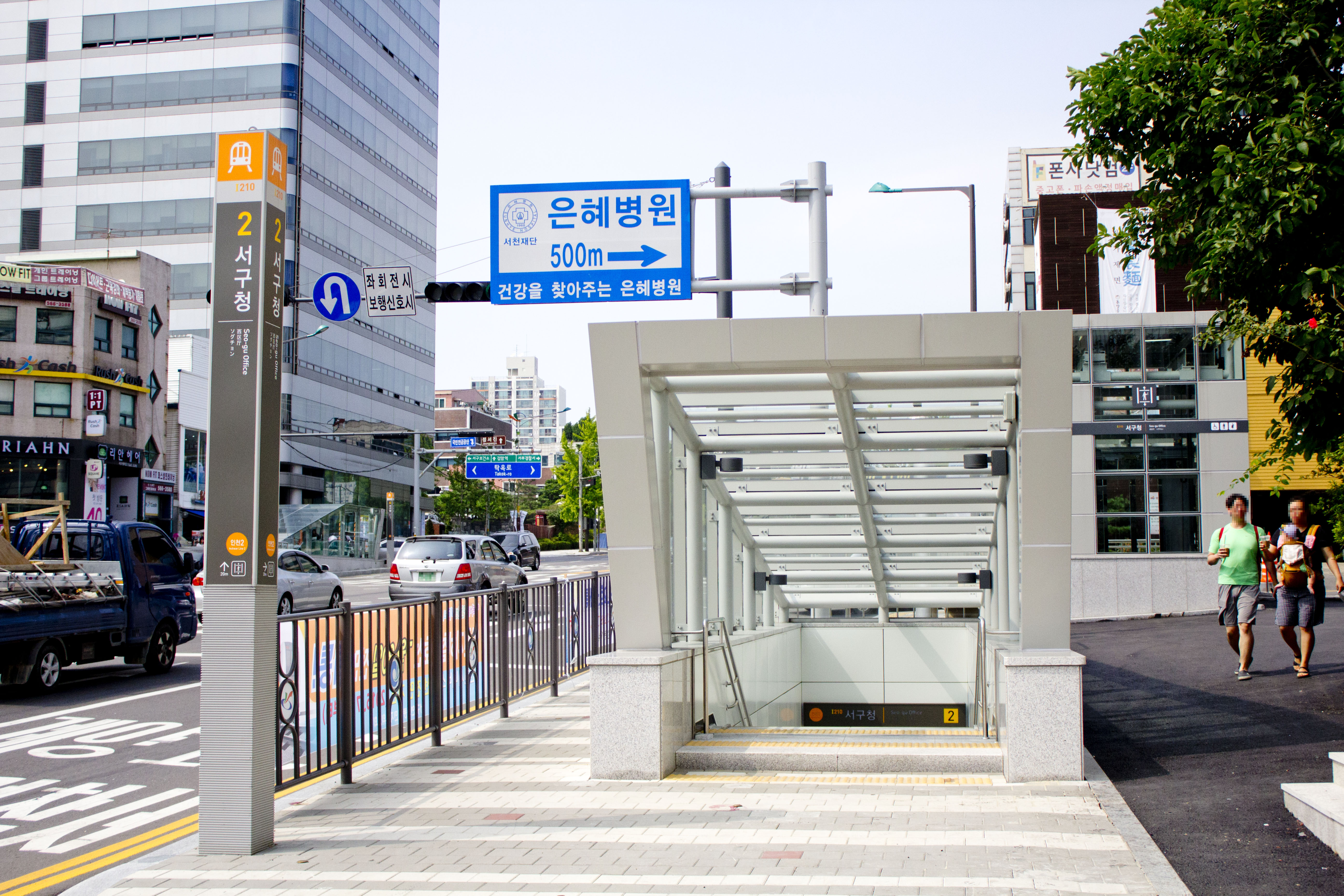
Lối ra 2 Ga Văn phòng Seo-gu trên Tàu điện ngầm Incheon tuyến 2
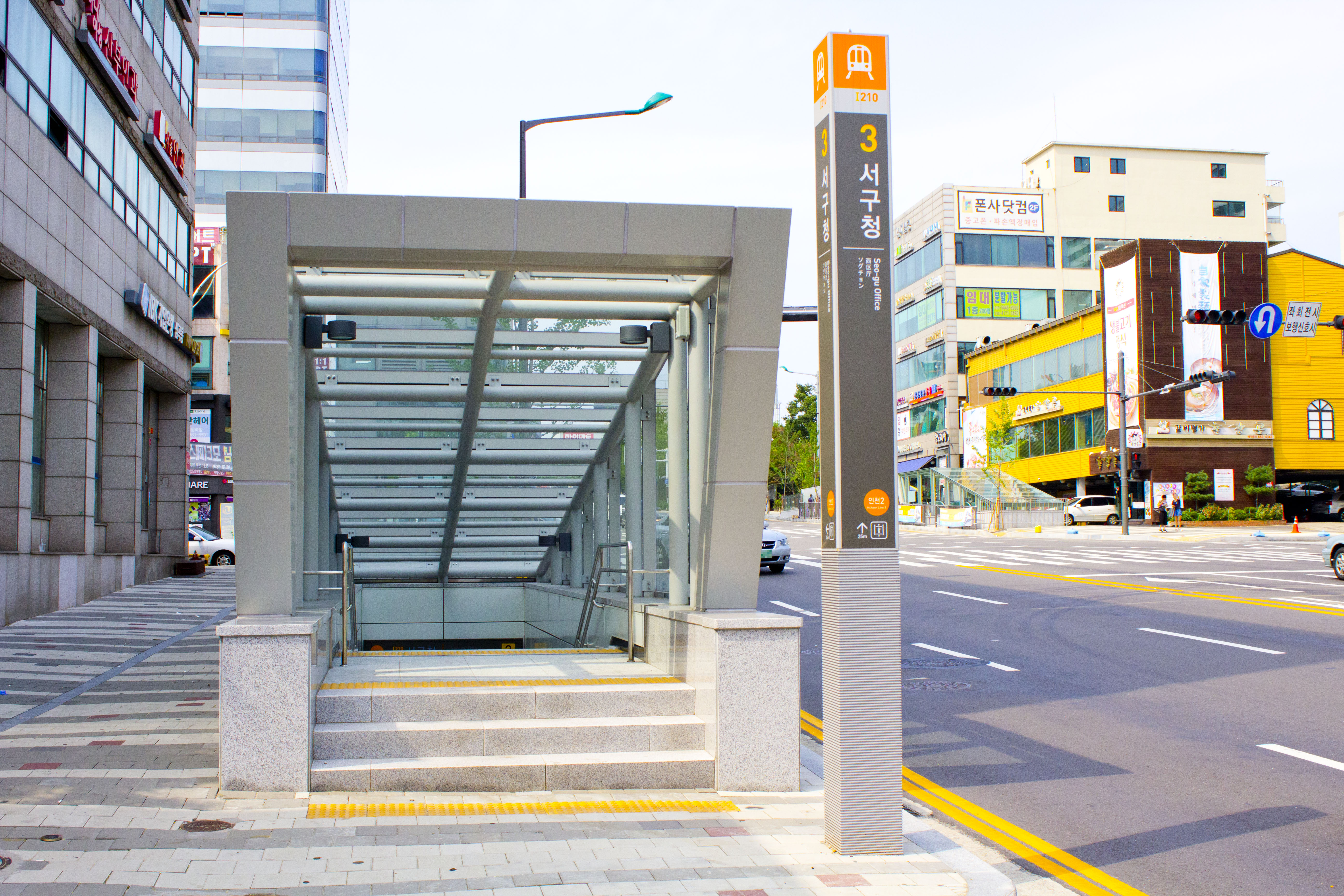
Lối ra 3 Ga Văn phòng Seo-gu trên Tàu điện ngầm Incheon tuyến 2
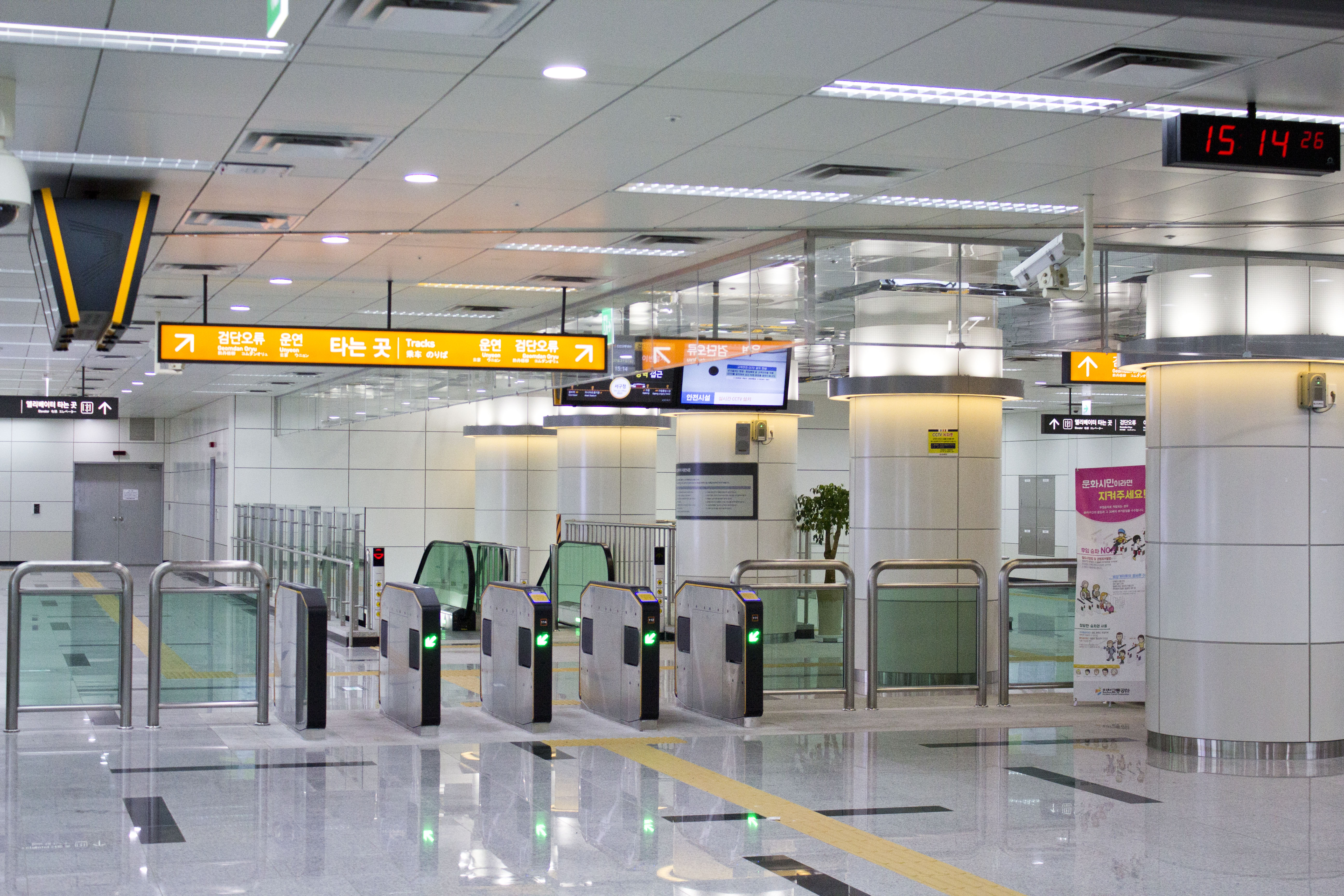
Sảnh Ga Văn phòng Seo-gu trên Tàu điện ngầm Incheon tuyến 2